# Degersjön (Grundsunda socken, Ångermanland)
Degersjön är en sjö i Örnsköldsviks kommun i Ångermanland och ingår i Lögdeälven-Husåns kustområde. Sjön har en area på 0,092 kvadratkilometer och ligger 8 meter över havet.

## Delavrinningsområde
Degersjön ingår i det delavrinningsområde (702960-166952) som SMHI kallar för Rinner mot Husumbukten. Medelhöjden är 17 meter över havet och ytan är 6,7 kvadratkilometer. Det finns inga avrinningsområden uppströms utan avrinningsområdet är högsta punkten. Avrinningsområdets utflöde mynnar i havet, utan att ha någon enskild mynningsplats. Avrinningsområdet består mestadels av skog (60 procent) och öppen mark (10 procent). Avrinningsområdet har 0,1 kvadratkilometer vattenytor vilket ger det en sjöprocent på 1,4 procent. Bebyggelsen i området täcker en yta av 1,56 kvadratkilometer eller 23 procent av avrinningsområdet.